# إبراهيم الحسن (لاعب كرة قدم قطري)
إبراهيم الحسن (ولد في 26 أكتوبر 2005) هو لاعب كرة قدم قطري من أصل سوداني، يلعب كلاعب وسط في نادي كالاهورا ب الإسباني معار من نادي الريان القطري ومنتخب قطر.

## مسيرة اللاعب
بدأ مع نادي الريان وأعير إلى نادي كالاهورا ب الإسباني في عام 2024 لمدة موسم.

## روابط خارجية
إبراهيم محمد علي على موقع Soccerway.com (الإنجليزية)
- إبراهيم محمد علي على موقع عالم كرة القدم.نت (الإنجليزية)